# Delphinium sapellonis
Delphinium sapellonis là một loài thực vật có hoa trong họ Mao lương. Loài này được Cockerell mô tả khoa học đầu tiên năm 1902.